# اندیس کوه کث کاو
کوه کث کاو یک اندیس فلزی است که در حوالی شهر باغین استان کرمان قرار دارد و مادهٔ معدنی موجود در آن، مس است.  